# エビ湖
座標: 北緯44度53分 東経83度00分 / 北緯44.883度 東経83.000度
エビ湖（艾比湖）とは、中国新疆ウイグル自治区ボルタラ・モンゴル自治州精河県のカザフスタンとの国境近くに位置する、新疆ウイグル自治区内において最大の塩湖である。ただし、農業用水の取水などの要因により、この湖には縮小傾向が見られる。なお、この湖はエビ・ノール（艾比諾爾、エビノール、拼音：Ebinur）ないしエビ・ノール湖（艾比諾爾湖、エビノール湖）などとも呼称されるものの、本稿では、これ以降「エビ湖」の呼称に統一する。

## 地理

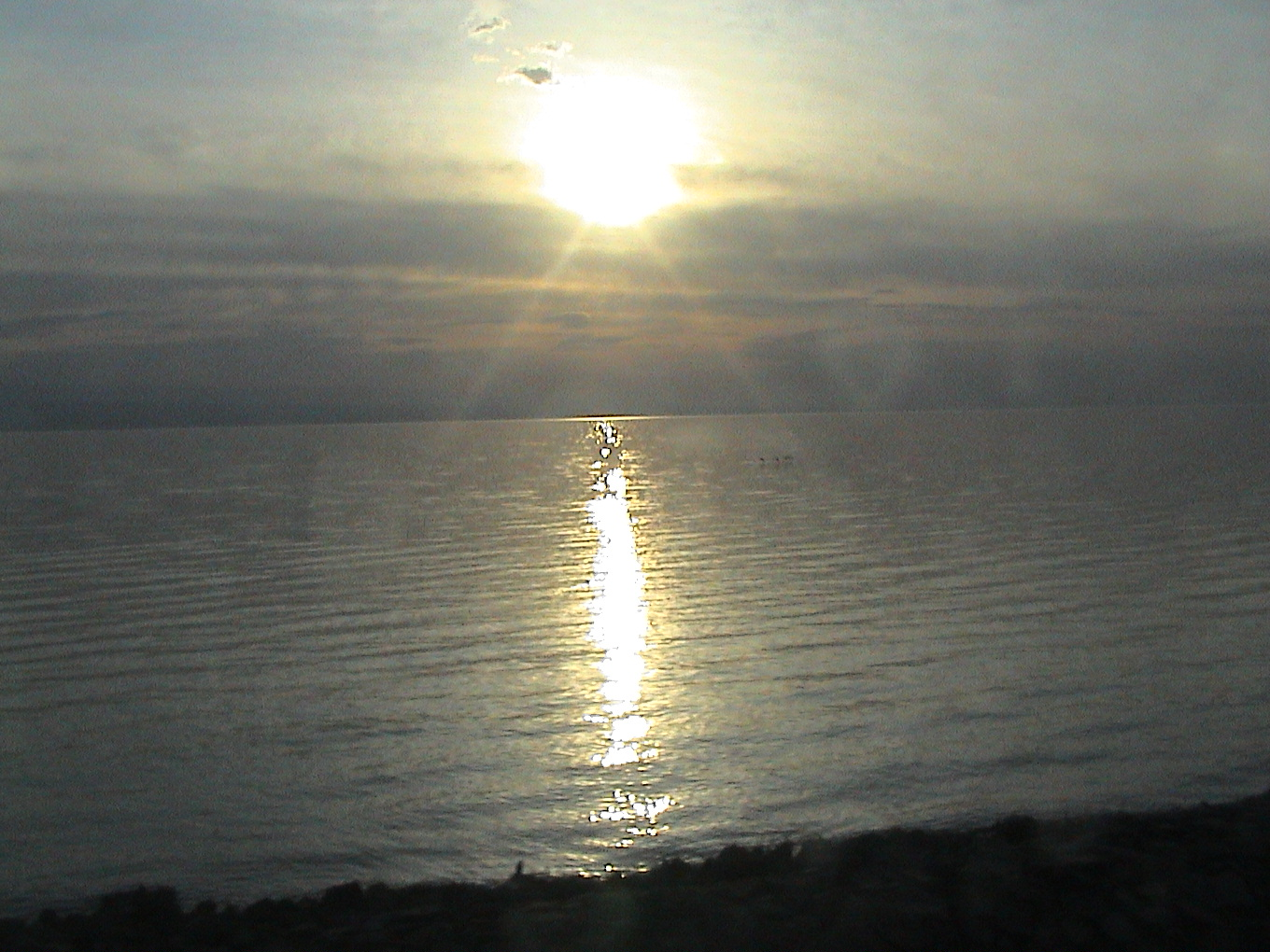
エビ湖での日の出。

エビ湖はジュンガル盆地の西南部、ボルタラ川、精河、クイトゥン川など多くの内陸河川の集まる中心に当たる。

## 湖の変化と産業
かつてその水面面積は1200 km2を超えていた時期も有り、湖への年間の流入水量は12億 m3に達していた。だが20世紀後半以降、農地への灌漑用水を大量に採取し始めたため、湖岸では砂漠化が酷くなり、風力の強い阿拉山口の風下であることと相まって、エビ湖は中国でも砂嵐のよく発生する土地の1つとなっている。今では湖面は500 km2以下にまで縮小しており
、平均水深は1.4 m程度であり、最も深い所でも3 mに過ぎない。水量の減少により湖水の塩分濃度は75～90 (g/L)に達している。この高過ぎる塩分濃度のために、魚類の生存には不適である。ただし、エビ湖に流入する淡水の川にはGymnodiptychus dybowskii（裸黄瓜魚、ギムノディプティクス属の1種 ）などの魚類が棲息している。
エビ湖の水には30種類を超えるミネラルが含まれ、そのうち塩分濃度は14％以上に達し、食塩の総埋蔵量は1.25億トン、芒硝（硫酸ナトリウム）は12億トンと見積もられている。今のところ食塩、芒硝および塩化マグネシウムは既に開発が進んでいる。ミネラルの比重が高いため、湖中には大量の藻類とアルテミアがいて、後者は淡水を使った養殖業における重要な飼料として利用される。

## 湖周辺
エビ湖畔はポプラ林やサクサウール（梭梭、ハロクシロン属の1種 Haloxylon ammodendron）林で構成される原始生態区であり、アカシカやモウコガゼル、野ウサギや野ガモなどの野生動物の棲息する地域であるため、2007年4月6日に、中華人民共和国国務院はエビ湖湿地を国家級自然保護区とすることに批准した。